# Campionati del mondo di atletica leggera 2023 - Maratona maschile
La maratona maschile dei campionati del mondo di atletica leggera 2023 si è svolta il 27 agosto 2023 nel percorso creato nelle strade di Budapest, in Ungheria, fino al Centro nazionale di atletica leggera.

## Podio
| Pos.    | Atleta           | Nazionalità | Tempo    | Note                                     |
| ------- | ---------------- | ----------- | -------- | ---------------------------------------- |
| Oro     | Victor Kiplangat | Uganda      | 2h08'56" |                                          |
| Argento | Maru Teferi      | Israele     | 2h09'12" | Miglior prestazione personale stagionale |
| Bronzo  | Leul Gebresilase | Etiopia     | 2h09'19" |                                          |

## Situazione pre-gara

### Record
Prima di questa competizione, il record del mondo (RM) e il record dei campionati (RC) erano i seguenti.
| Record                | Prestazione | Atleta               | Data                                         | Competizione  |
| --------------------- | ----------- | -------------------- | -------------------------------------------- | ------------- |
| Record mondiale       | 2h01'09     | Eliud Kipchoge Kenya | 25 settembre 2022 Berlino, Germania          |               |
| Record dei campionati | 2h05'36     | Tamirat Tola Etiopia | 17 luglio 2022 Eugene, Stati Uniti d'America | Mondiali 2022 |

### Campioni in carica
I campioni in carica a livello mondiale e olimpico erano:
| Campione | Atleta               | Prestazione | Data                                         | Competizione         |
| -------- | -------------------- | ----------- | -------------------------------------------- | -------------------- |
| Olimpico | Eliud Kipchoge Kenya | 2h08'38     | 8 agosto 2021 Tokyo, Giappone                | Giochi olimpici 2021 |
| Mondiale | Tamirat Tola Etiopia | 2h05'36     | 17 luglio 2022 Eugene, Stati Uniti d'America | Mondiali 2022        |

## Risultati
La finale si è svolta il 27 agosto 2023 alle ore 06:59.
| Class   | Nome                        | Nazione          | Tempo   | Note                                     |
| ------- | --------------------------- | ---------------- | ------- | ---------------------------------------- |
| Oro     | Victor Kiplangat            | Uganda           | 2:08:53 |                                          |
| Argento | Maru Teferi                 | Israele          | 2:09:12 | Miglior prestazione personale stagionale |
| Bronzo  | Leul Gebresilase            | Etiopia          | 2:09:19 |                                          |
| 4       | Tebello Ramakongoana        | Lesotho          | 2:09:57 | Miglior prestazione personale            |
| 5       | Stephen Kissa               | Uganda           | 2:10:22 |                                          |
| 6       | Milkesa Mengesha            | Etiopia          | 2:10:43 |                                          |
| 7       | Hassan Chahdi               | Francia          | 2:10:45 | Miglior prestazione personale stagionale |
| 8       | Titus Kipruto               | Kenya            | 2:10:47 |                                          |
| 9       | John Hakizimana             | Ruanda           | 2:10:50 |                                          |
| 10      | Daniele Meucci              | Italia           | 2:11:06 | Miglior prestazione personale stagionale |
| 11      | Yohanes Chiappinelli        | Italia           | 2:11:12 |                                          |
| 12      | Ichitaka Yamashita          | Giappone         | 2:11:19 |                                          |
| 13      | Zach Panning                | Stati Uniti      | 2:11:21 | Miglior prestazione personale stagionale |
| 14      | Timothy Kiplagat            | Kenya            | 2:11:25 |                                          |
| 15      | Haftom Welday               | Germania         | 2:11:25 |                                          |
| 16      | Isaac Mpofu                 | Zimbabwe         | 2:11:33 | Miglior prestazione personale stagionale |
| 17      | Tsegaye Getachew            | Etiopia          | 2:11:56 |                                          |
| 18      | Mehdi Frère                 | Francia          | 2:11:59 |                                          |
| 19      | Rory Linkletter             | Canada           | 2:12:16 | Miglior prestazione personale stagionale |
| 20      | Haimro Alame                | Israele          | 2:12:32 |                                          |
| 21      | Tariku Novales              | Spagna           | 2:12:39 | Miglior prestazione personale stagionale |
| 22      | Ayad Lamdassem              | Spagna           | 2:12:59 |                                          |
| 23      | Sondre Nordstad Moen        | Norvegia         | 2:13:12 |                                          |
| 24      | Ibrahim Chakir              | Spagna           | 2:13:44 |                                          |
| 25      | Mohamed Reda El Aaraby      | Marocco          | 2:13:55 | Miglior prestazione personale stagionale |
| 26      | Johannes Motschmann         | Germania         | 2:14:19 |                                          |
| 27      | Mustapha Houdadi            | Marocco          | 2:14:30 |                                          |
| 28      | Ben Preisner                | Canada           | 2:15:02 | Miglior prestazione personale stagionale |
| 29      | Johnatas de Oliveira        | Brasile          | 2:15:13 |                                          |
| 30      | Justin Kent                 | Canada           | 2:15:26 |                                          |
| 31      | Tiidrek Nurme               | Estonia          | 2:15:42 |                                          |
| 32      | José Luis Santana           | Messico          | 2:15:51 |                                          |
| 33      | Berhane Tsegay Tekle        | Eritrea          | 2:16:08 |                                          |
| 34      | Adam Nowicki                | Polonia          | 2:16:22 |                                          |
| 35      | Kenya Sonota                | Giappone         | 2:16:40 |                                          |
| 36      | Segundo Jami                | Ecuador          | 2:16:49 |                                          |
| 37      | Ngonidzashe Ncube           | Zimbabwe         | 2:17:02 | Miglior prestazione personale stagionale |
| 38      | Yang Shaohui                | Cina             | 2:17:12 |                                          |
| 39      | Paulo Roberto Paula         | Brasile          | 2:17:18 |                                          |
| 40      | Levente Szemerei            | Ungheria         | 2:17:20 |                                          |
| 41      | Omar Hassan Omar            | Atleti Rifugiati | 2:17:23 |                                          |
| 42      | Kazuya Nishiyama            | Giappone         | 2:17:41 |                                          |
| 43      | Onesphore Nzikwinkunda      | Burundi          | 2:18:27 |                                          |
| 44      | Nicolás Cuestas             | Uruguay          | 2:19:20 |                                          |
| 45      | He Jie                      | Cina             | 2:19:48 |                                          |
| 46      | Nelson Ito Ccuro            | Perù             | 2:20:00 |                                          |
| 47      | Andrés Zamora               | Uruguay          | 2:20:59 |                                          |
| 48      | Goitom Kifle                | Eritrea          | 2:21:28 |                                          |
| 49      | Feng Peiyou                 | Cina             | 2:22:00 |                                          |
| 50      | Hüseyin Can                 | Turchia          | 2:22:11 | Miglior prestazione personale stagionale |
| 51      | Tumelo Motlagale            | Sudafrica        | 2:22:14 |                                          |
| 52      | Moath Alkhawaldeh           | Giordania        | 2:22:33 | Miglior prestazione personale stagionale |
| 53      | Maxim Răileanu              | Moldavia         | 2:22:46 |                                          |
| 54      | Tomas Hilifa Rainhold       | Namibia          | 2:23:36 |                                          |
| 55      | Nico Montañez               | Stati Uniti      | 2:24:58 | Miglior prestazione personale stagionale |
| 56      | Nicolae Soare               | Romania          | 2:25:14 |                                          |
| 57      | Luis Ostos                  | Perù             | 2:25:50 |                                          |
| 58      | Justino Pedro da Silva      | Brasile          | 2:25:53 |                                          |
| 59      | Tseveenravdangiin Byambajav | Mongolia         | 2:30:28 |                                          |
| 60      | Simon Sibeko                | Sudafrica        | 2:31:59 |                                          |
|         | Alphonce Simbu              | Tanzania         | dnf     | 40 km                                    |
|         | Tamirat Tola                | Etiopia          | dnf     | 38 km                                    |
|         | Ibrahim Hassan              | Gibuti           | dnf     | 34 km                                    |
|         | Joaquín Arbe                | Argentina        | dnf     | 33 km                                    |
|         | Derlys Ayala                | Paraguay         | dnf     | 32 km                                    |
|         | Félicien Muhitira           | Ruanda           | dnf     | 32 km                                    |
|         | Andrew Rotich Kwemoi        | Uganda           | dnf     | 32 km                                    |
|         | Oqbe Kibrom Ruesom          | Eritrea          | dnf     | 32 km                                    |
|         | Simon Tesfay                | Svizzera         | dnf     | 32 km                                    |
|         | Elkanah Kibet               | Stati Uniti      | dnf     | 31 km                                    |
|         | Melikhaya Frans             | Sudafrica        | dnf     | 30 km                                    |
|         | Jamsrangiin Olonbayar       | Mongolia         | dnf     | 30 km                                    |
|         | Morhad Amdouni              | Francia          | dnf     | 29 km                                    |
|         | Eyob Faniel                 | Italia           | dnf     | 28 km                                    |
|         | Hassan Waiss                | Gibuti           | dnf     | 27 km                                    |
|         | Abdi Nageeye                | Paesi Bassi      | dnf     | 26 km                                    |
|         | Joshua Belet                | Kenya            | dnf     | 25 km                                    |
|         | Ilie Corneschi              | Romania          | dnf     | 25 km                                    |
|         | Patricio Castillo           | Messico          | dnf     | 24 km                                    |
|         | Olivier Irabaruta           | Burundi          | dnf     | 22 km                                    |
|         | Khadar Basheer Youssuf      | Somalia          | dnf     | Mezza maratona                           |
|         | Hamza Sahli                 | Marocco          | dnf     | 19 km                                    |
|         | Bat-Ochiryn Ser-Od          | Mongolia         | dnf     | 12 km                                    |
|         | Kaan Kigen Özbilen          | Turchia          | dnf     | 2 km                                     |
|         | Cristhian Zamora            | Uruguay          | dns     |                                          |